# Pierre de Stuers
Joseph Pierre Adrien Louis de Stuers (Roermond, 15 september 1783 – Santa Fe de Bogota, 30 oktober 1827) was een Nederlands hoger ambtenaar.

## Familie
Hij was de oudste zoon van Pierre Jean Bernard Joseph de Stuers (Turnhout, 9 april 1744 - 15 augustus 1811), die in 1782 getrouwd was in Hasselt met Petronella Johanna de la Court (1758-1848), dochter van Peter Adriaan de la Court en Maria Henrica van der Gheest. Pierre-Adrien trouwde op 2 juni 1810 in Amsterdam met Sina Frederica Alexandrina Saportas (Amsterdam, 29 februari 1784 - Brussel, 28 maart 1865). Zij was een dochter van David Saportas en van Adriana Gordijn. Ze kregen drie kinderen, onder wie Adrien Lambert Napoléon ridder de Stuers (1814-1873), infanteriekapitein in het Nederlandse leger.

## Levensloop
Na studies in de rechten in Leuven was Pierre-Jean de Stuers ambtenaar in Roermond, hoofdplaats van het deel van Gelderland dat tot de Oostenrijkse Nederlanden behoorde.
In 1794 namen de Franse troepen Roermond in en de Stuers vluchtte met zijn gezin naar Duitsland. 
In 1801 kwam hij weer naar Nederland en ging wonen op de Boetselaersborg in 's-Heerenberg.
Pierre-Adrien de Stuers was eerst auditeur bij de staatsraad van het efemere koninkrijk Holland (1806-1810) en werd op 25 september 1809 auditeur bij koning Lodewijk Napoleon Bonaparte, die hij vergezelde naar Parijs. Deze benoemde hem op 28 februari 1810 tot secretaris van zijn kabinet, in welke hoedanigheid hij aanwezig was bij de ondertekening van de abdicatie door de koning. Hij bracht vervolgens de archieven van het kortstondige koninkrijk naar Parijs. Hij werd korte tijd secretaris op het kabinet van keizer Napoleon I. Niet lang daarna werd hij benoemd tot secretaris-generaal van het departement Zuiderzee.
In 1824 werd hij in de Nederlandse erfelijke adel verheven, met de titel ridder, overdraagbaar bij eerstgeboorte. In maart 1826 werd hij benoemd tot Nederlands consul-generaal bij de noordelijke republieken van Zuid-Amerika. Kort na zijn aankomst in Santa Fe de Bogota werd hij verwikkeld in een ruzie die leidde tot een duel dat met de pistool werd uitgevochten. De Stuers liep schotwonden op waaraan hij overleed.